# Gråhuvad piprit
Gråhuvad piprit (Piprites griseiceps) är en fågel i familjen tyranner inom ordningen tättingar.

## Utseende
Gråhuvad piprit är en 12 cm stor tätting med relativt kraftig näbb, stort huvud och stort öga med tunn vitaktig ögonring. Fjäderdräkten är övervägande olivgrön med gulare undersida och grått huvud.

## Utbredning och systematik
Fågeln från östra Guatemala till Costa Rica i låglandet som vetter mot Karibien. Den behandlas som monotypisk, det vill säga att den inte delas in i några underarter.

### Familjetillhörighet
Pipriterna placerades tidigare i familjen manakiner och vissa gör det fortfarande. Genetiska studier visar dock att de är nära släkt med tyrannerna, dock relativt avlägset varför det föreslagits att de bör placeras i en egen familj. Än så länge har dock detta förslag inte implementerats av de större taxonomiska auktoriteterna.

## Levnadssätt
Gråhuvad piprit hittas i låglänta städsegröna skogar, vanligen under 800 meters höjd. Där ses den mestadels i undervegetationen upp till skogens mellersta skikt. Den ses enstaka eller i par, ofta som en del av kringvandrande artblandade flockar, framför allt tillsammans med vireor och små myrfåglar.

## Status och hot
Arten har ett stort utbredningsområde, men tros minska i antal, dock inte tillräckligt kraftigt för att den ska betraktas som hotad. Internationella naturvårdsunionen IUCN listar arten som livskraftig (LC).

## Namn
Piprit är en försvenskning av det vetenskapliga släktesnamnet Piprites som betyder "liknande Pipria", ett släkte i familjen manakiner.